# Псалом 148
Псалом 148 — 148 псалом із Книги псалмів. Як й інші останні псалми, він належить до хвалебних псалмів.
Псалом є регулярною частиною православних, католицьких, протестантських та інших християнських, а також єврейських літургій.

## Текст
| Вірш | Гебрейська                                                  | Давньогрецька (Септуаґінта)                                                                                           | Латинська (Вульгата) | Українська (переклад Хоменка)                                                                           |
| ---- | ----------------------------------------------------------- | --- | --- | --- |
| 1    | הַלְלוּ-יָהּ:הַלְלוּ אֶת-יְהוָה, מִן-הַשָּׁמַיִם; הַלְלוּהוּ, בַּמְּרוֹמִים             | Louez l’Éternel ! Αλληλουια· Αγγαιου καὶ Ζαχαριου. Αἰνεῖτε τὸν κύριον ἐκ τῶν οὐρανῶν, αἰνεῖτε αὐτὸν ἐν τοῖς ὑψίστοις. | Alleluia laudate Dominum de caelis laudate eum in excelsis                                                                                | Алилуя. Хваліте Господа з неба, хваліте його во вишніх!                                                 |
| 2    | הַלְלוּהוּ כָל-מַלְאָכָיו; הַלְלוּהוּ, כָּל-צְבָאָו                           | αἰνεῖτε αὐτόν, πάντες οἱ ἄγγελοι αὐτοῦ· αἰνεῖτε αὐτόν, πᾶσαι αἱ δυνάμεις αὐτοῦ.                                       | Laudate eum omnes angeli eius laudate eum omnes virtutes eius                                                                             | Хваліте його, всі ангели його, хваліте його, всі воїнства небесні!                                      |
| 3    | הַלְלוּהוּ, שֶׁמֶשׁ וְיָרֵחַ; הַלְלוּהוּ, כָּל-כּוֹכְבֵי אוֹר                      | αἰνεῖτε αὐτόν, ἥλιος καὶ σελήνη· αἰνεῖτε αὐτόν, πάντα τὰ ἄστρα καὶ τὸ φῶς.                                            | Laudate eum sol et luna laudate eum omnes stellae et lumen                                                                                | Хваліте його, ви, сонце й місяцю, хваліте його, всі ясні зорі!                                          |
| 4    | הַלְלוּהוּ, שְׁמֵי הַשָּׁמָיִם; וְהַמַּיִם, אֲשֶׁר מֵעַל הַשָּׁמָיִם                     | αἰνεῖτε αὐτόν, οἱ οὐρανοὶ τῶν οὐρανῶν καὶ τὸ ὕδωρ τὸ ὑπεράνω τῶν οὐρανῶν.                                             | Laudate eum caeli caelorum et aqua quae super caelum est                                                                                  | Хваліте його, ви, небеса небес, — і води, що над небесами,                                              |
| 5    | יְהַלְלוּ, אֶת-שֵׁם יְהוָה: כִּי הוּא צִוָּה וְנִבְרָאוּ                        | αἰνεσάτωσαν τὸ ὄνομα κυρίου, ὅτι αὐτὸς εἶπεν, καὶ ἐγενήθησαν, αὐτὸς ἐνετείλατο, καὶ ἐκτίσθησαν.                       | Laudent nomen Domini quia ipse dixit et facta sunt ipse mandavit et creata sunt                                                           | нехай ім'я Господнє хвалять! Бо він повелів, і створились.                                              |
| 6    | וַיַּעֲמִידֵם לָעַד לְעוֹלָם; חָק-נָתַן, וְלֹא יַעֲבוֹר                        | ἔστησεν αὐτὰ εἰς τὸν αἰῶνα καὶ εἰς τὸν αἰῶνα τοῦ αἰῶνος· πρόσταγμα ἔθετο, καὶ οὐ παρελεύσεται.                        | Statuit ea in saeculum et in saeculum saeculi praeceptum posuit et non praeteribit                                                        | Поставив їх на віки вічні і дав закон, який не перейде.                                                 |
| 7    | הַלְלוּ אֶת-יְהוָה, מִן-הָאָרֶץ-- תַּנִּינִים, וְכָל-תְּהֹמוֹת                   | αἰνεῖτε τὸν κύριον ἐκ τῆς γῆς, δράκοντες καὶ πᾶσαι ἄβυσσοι·                                                           | Laudate Dominum de terra dracones et omnes abyssi                                                                                         | Хваліте Господа з землі, кити і всі морські безодні!                                                    |
| 8    | אֵשׁ וּבָרָד, שֶׁלֶג וְקִיטוֹר; רוּחַ סְעָרָה, עֹשָׂה דְבָרוֹ                     | πῦρ, χάλαζα, χιών, κρύσταλλος, πνεῦμα καταιγίδος, τὰ ποιοῦντα τὸν λόγον αὐτοῦ·                                        | Ignis grando nix glacies spiritus procellarum quae faciunt verbum eius                                                                    | Вогонь і град, сніг і туман, і буйний вітер, який виконує його слово.                                   |
| 9    | הֶהָרִים וְכָל-גְּבָעוֹת; עֵץ פְּרִי, וְכָל-אֲרָזִים                          | τὰ ὄρη καὶ πάντες οἱ βουνοί, ξύλα καρποφόρα καὶ πᾶσαι κέδροι·                                                         | Montes et omnes colles ligna fructifera et omnes cedri                                                                                    | Гори й усі пагорби, садовина й усі кедри.                                                               |
| 10   | הַחַיָּה וְכָל-בְּהֵמָה; רֶמֶשׂ, וְצִפּוֹר כָּנָף                               | τὰ θηρία καὶ πάντα τὰ κτήνη, ἑρπετὰ καὶ πετεινὰ πτερωτά·                                                              | Bestiae et universa pecora serpentes et volucres pinnatae                                                                                 | Звір дикий і скот усілякий, гад і птах крилатий.                                                        |
| 11   | מַלְכֵי-אֶרֶץ, וְכָל-לְאֻמִּים; שָׂרִים, וְכָל-שֹׁפְטֵי אָרֶץ                     | βασιλεῖς τῆς γῆς καὶ πάντες λαοί, ἄρχοντες καὶ πάντες κριταὶ γῆς·                                                     | Reges terrae et omnes populi principes et omnes iudices terrae                                                                            | Царі землі й усі народи, князі й усі земні судді.                                                       |
| 12   | בַּחוּרִים וְגַם-בְּתוּלוֹת; זְקֵנִים, עִם-נְעָרִים                          | νεανίσκοι καὶ παρθένοι, πρεσβῦται μετὰ νεωτέρων·                                                                      | Iuvenes et virgines senes cum iunioribus laudent nomen Domini                                                                             | Хлопці, а й дівчата, старі разом з юнацтвом.                                                            |
| 13   | יְהַלְלוּ, אֶת-שֵׁם יְהוָה-- כִּי-נִשְׂגָּב שְׁמוֹ לְבַדּוֹ:הוֹדוֹ, עַל-אֶרֶץ וְשָׁמָיִם     | αἰνεσάτωσαν τὸ ὄνομα κυρίου, ὅτι ὑψώθη τὸ ὄνομα αὐτοῦ μόνου· ἡ ἐξομολόγησις αὐτοῦ ἐπὶ γῆς καὶ οὐρανοῦ.                | Quia exaltatum est nomen eius solius | Нехай ім'я Господнє хвалять, — високе бо ім'я його єдине. Велич його понад землю й небо:                |
| 14   | וַיָּרֶם קֶרֶן לְעַמּוֹ, תְּהִלָּה לְכָל-חֲסִידָיו--לִבְנֵי יִשְׂרָאֵל, עַם קְרֹבוֹ:הַלְלוּ-יָהּ | καὶ ὑψώσει κέρας λαοῦ αὐτοῦ· ὕμνος πᾶσι τοῖς ὁσίοις αὐτοῦ, τοῖς υἱοῖς Ισραηλ, λαῷ ἐγγίζοντι αὐτῷ.                     | Confessio eius super caelum et terram et exaltabit cornu populi sui hymnus omnibus sanctis eius filiis Israhel populo adpropinquanti sibi | він підняв ріг народу свого. Хвала усім його святим, синам Ізраїля, народові, що йому близький. Алилуя. |

## Літургійне використання

### Католицька церква
Псалом є одним із хвалебних псалмів і співається як частина з трьох псалмів під час утрені у римському обряді. Приблизно 530 AD святий Бенедикт Нурсійський вибрав цей псалом разом з псалмом 149 та 150 для чину щоденних ранішніх молитов. Саме тому ця церемонія латиною називається «Laudes».
У Літургій годин псалом 148 читається у римському обряді на недільних лаудах третього тижня.

### Візантійський обряд
Псалом також існує у літургії візантійського обряду. «Хваліте Господа з небес, хваліте його в вишніх» — причасний, який співається перед Євхаристією під час щоденних та недільних Богослужінь.

### Юдаїзм
Псалом 148 читається повністю у «Хвалебних віршах» — основній частині ранкових молитов. 1–6 вірші читаються при благословенні місяця. 13–14 вірші читаються на зібранні, коли сувій Тори кладуть назад до ковчегу.